# Torneo de Dubái 2024
El Dubái Tennis Championships 2024 fue un evento profesional de tenis perteneciente al ATP en la categoría ATP Tour 500 y en la WTA a los WTA 1000. Se disputó del 18 al 24 de febrero para las mujeres y del 26 de febrero al 2 de marzo para los hombres, en Dubái, (Emiratos Árabes Unidos).

## Distribución de puntos
| Categoria            | G   | F   | SF  | CF  | R16 | R32 | C  | C2 | C1 |
| Individual masculino | 500 | 330 | 200 | 100 | 50  | 0   | 25 | 13 | 0  |
| Dobles masculino     | 500 | 300 | 180 | 90  | –   | –   | 45 | 25 | 0  |

| Modalidad           | G    | F   | SF  | CF  | R16 | R32 | R64 | C  | C2 | C1 |
| Individual femenino | 1000 | 650 | 390 | 215 | 120 | 65  | 10  | 30 | 20 | 1  |
| Dobles femenino     | 1000 | 650 | 390 | 215 | 120 | 1   | —   | —  | —  | —  |

## Cabezas de serie

### Individuales masculino
| Tenista              | Ranking | Preclasificado |
| Daniil Medvédev      | 4       | 1              |
| Andrey Rublev        | 5       | 2              |
| Hubert Hurkacz       | 8       | 3              |
| Karen Khachanov      | 17      | 4              |
| Ugo Humbert          | 18      | 5              |
| Adrian Mannarino     | 20      | 6              |
| Aleksandr Búblik     | 21      | 7              |
| Alejandro Davidovich | 24      | 8              |

- Ranking del 12 de febrero de 2024.[3]

### Dobles masculino
| Tenista                      | Ranking | Preclasificado |
| Rohan Bopanna Matthew Ebden  | 3       | 1              |
| Ivan Dodig Austin Krajicek   | 7       | 2              |
| Jamie Murray Michael Venus   | 37      | 3              |
| Wesley Koolhof Nikola Mektić | 38      | 4              |

### Individuales femeninos
| Tenista               | Ranking | Preclasificada |
| Iga Świątek           | 1       | 1              |
| Aryna Sabalenka       | 2       | 2              |
| Coco Gauff            | 3       | 3              |
| Elena Rybakina        | 4       | 4              |
| Ons Jabeur            | 6       | 5              |
| Qinwen Zheng          | 7       | 6              |
| Markéta Vondroušová   | 8       | 7              |
| Maria Sakkari         | 9       | 8              |
| Jeļena Ostapenko      | 11      | 9              |
| Daria Kasatkina       | 13      | 10             |
| Beatriz Haddad Maia   | 14      | 11             |
| Liudmila Samsonova    | 15      | 12             |
| Veronika Kudermetova  | 18      | 13             |
| Ekaterina Alexandrova | 19      | 14             |
| Elina Svitolina       | 20      | 15             |
| Caroline Garcia       | 21      | 16             |

- Ranking del 12 de febrero de 2024.[4]

### Dobles femeninos
| Tenista                            | Ranking | Preclasificada |
| Su-wei Hsieh Elise Mertens         | 3       | 1              |
| Gabriela Dabrowski Erin Routliffe  | 11      | 2              |
| Nicole Melichar Ellen Perez        | 23      | 3              |
| Storm Hunter Kateřina Siniaková    | 24      | 4              |
| Demi Schuurs Luisa Stefani         | 30      | 5              |
| Lyudmyla Kichenok Jeļena Ostapenko | 32      | 6              |
| Hao-ching Chan Giuliana Olmos      | 50      | 7              |
| Caroline Dolehide Desirae Krawczyk | 54      | 8              |

## Campeones

### Individual masculino
Ugo Humbert venció a  Aleksandr Búblik por 6-4, 6-3

### Individual femenino
Jasmine Paolini venció a  Anna Kalinskaya por 4-6, 7-5, 7-5

### Dobles masculino
Tallon Griekspoor /  Jan-Lennard Struff vencieron a  Ivan Dodig /  Austin Krajicek por 6-4, 4-6, [10-6]

### Dobles femenino
Storm Hunter /  Kateřina Siniaková venció a  Nicole Melichar /  Ellen Perez por 6-4, 6-2